# Nocticanace propristyla
Nocticanace propristyla är en tvåvingeart som beskrevs av Ichiro Miyagi 1973. Nocticanace propristyla ingår i släktet Nocticanace och familjen Canacidae. Inga underarter finns listade i Catalogue of Life.